# 세임즈 오토 아레나
세임즈 오토 아레나(영어: Sames Auto Arena)는 미국 텍사스주 러레이도에 위치한 실내 경기장이다.현재 G 리그 오스틴 스퍼스의 제 2홈경기장으로 사용되고 있으면, 과거 CHL 러레이도 벅스의 홈경기장으로 사용했다.